# Вайс, Мартин
Мартин Вайс (нем. Martin Weiss (Weiß); 21 февраля 1903, Карлсруэ, Германская империя — 30 сентября 1984, Карлсруэ, ФРГ) — гауптшарфюрер СС, военный преступник, ответственный за массовое убийство в Понарах.

## Биография
Мартин Вайс родился 21 февраля 1903 года в Карлсруэ в семье сантехника. После посещения городской школы выучился на сантехника, в юности состоял в молодежной группе Вандерфогель. С 1923 по 1927 год жил в Аргентине и Парагвае, где помогал брату с ведением сельского хозяйства. Вернувшись в Карлсруэ, посещал ремесленную школу и с отличием сдал экзамен на звание мастера. После смерти отца вместе с братом взял на себя управление бизнесом, которым с 1933 года руководил один. Вайс женился в 1930 году, в браке родилось трое детей.
В 1934 году был зачислен в конные части Общих СС, а в 1937 году вступил в НСДАП. 5 сентября 1939 года был призван в вермахт, однако по решению учётного управления СС зачислен в войска СС. После участия во Французской кампании в конце августа 1940 году был демобилизован и вновь занялся ремесленным производством. В марте 1941 года был отправлен в учебный лагерь в Дюбене, где присоединился к айнзацкоманде 3 в составе айнзацгруппы A. В марте 1943 года Вайсу было присвоено звание гауптшарфюрера СС.
2 июля 1941 года Вайс в составе айнзацкоманды 3 прибыл в Вильнюс. В последующие недели  он входил в состав тайлькоманды (части подразделения), которая была направлена в Даугавпилс и далее в направлении Пскова, Новоселья и Луги, согласно его собственным показаниям, осуществляла «зачистки фронтовых областей в тылу». 10 октября 1941 года был переведён в ведомство командира полиции безопасности и СД в Вильнюсе.
Акция «Жёлтые записки» в Вильнюсском гетто в конце октября 1941 года была первой крупной расстрельной операцией, в которой он принимал личное участие. Свидетели вспоминали, что он проводил отборы. В ходе этой акции евреи, не получившие новых разрешений на работу, были убиты. В мае или июне 1942 года был офицером связи в литовской зондеркоманде Ипатингас бурис. Таким образом, он был одним из непосредственных комендантов  Вильнюсского гетто и руководил казнями в Понарах, которые проводила зондеркоманда. Он командовал действиями зондеркоманды, часто лично отбирая тех, кто подлежал расстрелу, отдавая приказы, необходимые для казни, контролируя их исполнение и обеспечивая расстрел беглецов. В некоторых случаях он сам отдавал приказы стрелять. Кроме того, Вайс временно являлся начальником Лукишкской тюрьмы. Многочисленные свидетельства показывали, что Вайс лично был необычайно жесток к своим жертвам. Он был непосредственно причастен к убийству Якоба Генса и признал это в ходе послевоенного расследования. Современные свидетели описывают его присутствие в 1943 году при расстреле 4000 евреев и отборе детей и непригодных к работе евреев из армейского парка в Вильнюсе.
В апреле 1943 года Вайс на кладбище в Понарах уже точно определил места массовых захоронений и даже могилы казненных поляков. В сентябре 1943 года он был выбран для координации работы зондеркоманды 1005 по извлечению и сжиганию тел. Работа началась в конце ноября/начале декабря 1943 года. Около 80 заключенных, которых строго охраняли и дополнительно удерживали от побега с помощью наручных цепей, должны были вскрыть могилы, вытащить тела, положить их на костры и просеять пепел в поисках стоматологического золота. Во время попытки побега одиннадцать заключенных выжили и присоединились к партизанам. Новая команда пленных продолжала избавляться от 80 000-90 000 тел; как «носители государственной тайны» они были в дальнейшем расстреляны. Согласно его собственным показаниям на последующем допросе в Вюрцбурге, Вайс оставался в Вильнюсе до 12 или 14 июля, а затем бежал с 25 членами Ипатингас бурис в направлении Тильзита. В конце апреля 1945 года был ранен, доставлен в лазарет в Копенгагене и попал в британский плен, из которого был освобождён в конце августа 1945 года.
После освобождения из плена Вайс скрывался, опасаясь, что его разыскивают. Он зарегистрировался во Франкфурте-на-Майне и работал там жестянщиком до конца 1945 года. В это время он лишь тайно встречался со своей женой и вскоре прекратил с ней связываться, сменив имя на Эрнст Мартин. Под этим псевдонимом он сначала переехал в деревню Кемпфенбрунн, где снова нашел работу жестянщика, а затем в Хопферштадт близ Оксенфурта. По словам его жены, в это время один полицейский и американский солдат интересовались его местонахождением. В апреле 1947 года устроился работать сторожем в больницу в Оксенфурте. В начале 1949 года он написал в Аргентину письмо с просьбой предоставить информацию о возможностях переезда и одновременно запросил в американском генконсульстве в Мюнхене бланки разрешения на въезд в США.
Преступления Вайса в Вильнюсе уже всплывали на Нюрнбергском процессе в 1946 году против главных военных преступников в показаниях свидетеля Аврома Суцкевера о Вильнюсском гетто на 69-й день процесса. Суцкевер сообщил, среди прочего, о расстреле Вайсом одиннадцатилетней девочки в гетто.
Центральный комитет освобожденных евреев в американской зоне в Мюнхене уже в 1947 году располагал заявлениями бывших жителей гетто, обвинявших Вайса в массовых убийствах. Центральный комитет проинформировал власти Карлсруэ, прежнего места жительства Вайса, после чего истец денацификационной палаты распорядился арестовать его в июле 1947 года, как только удалось установить его местонахождение. Однако, прежде чем это было достигнуто, прошло почти два года. Объявление о розыске с фотографией в Баварской полицейской газете, опубликованное 13 мая 1949 года, привело к успеху. 24 мая 1949 года Вайс был арестован в Охсенфурте, где он все еще работал охранником в местной больнице . Поиски других преступников, особенно высокопоставленных, включая Карла Егера, поначалу были безуспешными. По крайней мере, еще один офицер связи СД в Вильнюсе Август Херинг был арестован. Вюрцбургская прокуратура получила от центрального комитета информацию о новых свидетелях, а из Нюрнберга — обвинительное заключение, приговор и доказательства по делу об айнзацгруппах в 1948 году.
3 ноября 1949 года прокуратура Вюрцбурга выдвинула обвинения в пособничестве в убийстве в 30000 случаях и убийстве в 21 случае против Вайса и в соучастии в убийстве в 4000 случаях против Херинга. В ходе семидневного судебного процесса были заслушаны 32 свидетеля и зачитаны письменные показания еще 22 свидетелей. Считается, что обвинительному приговору способствовало также показания Оскара Шёнбруннера, казначея вермахта, который спас евреев из Лукишской тюрьмы перед их убийством в Понарах. Некоторые обвинения против Вайса в делах об убийствах были сняты, поскольку свидетели уже эмигрировали, и с ними невозможно было связаться. 3 февраля 1950 года суд присяжных приговорил его к пожизненному тюремному заключению за 7 убийств и пособничество в убийстве 30 000 человек.
В 1963 году в ходе уголовного процесса над Францем Мурером в Австрии Вайс был вызван в качестве свидетеля защиты и вывезен из тюрьмы в Штраубинге. На суде он утверждал, что Мурер только контролировал распределение продовольствия в Вильнюсском гетто. В ходе этого процесса Мурер был обвинен в одном из убийств, за которые был осужден Вайс, в своих показаниях под присягой. Таким образом, в 1966 году земельный суд в Вюрцбурге разрешил Вайсу ходатайствовать о повторном рассмотрении дела по обвинению в убийстве. 21 февраля 1967 года суд оправдал Вайса по этому обвинению в убийстве, поскольку ряд улик указывал на то, что убийцей в данном случае был Мурер, но, в любом случае, причастность к преступлению Вайса не могла быть доказана, тем не менее это не привело к изменению приговора, поскольку приговор по остальным шести делам об убийствах, а также по 30 000 пунктам обвинения в соучастии в убийстве остался без изменений.
25 января 1971 года по решению министерства юстиции Баварии был условно освобождён, а в 1977 году его испытательный срок был отменён. Умер 30 сентября 1984 года в Карлсруэ.